# Metretopus borealis
Metretopus borealis is een haft uit de familie Metretopodidae. De wetenschappelijke naam van de soort is voor het eerst geldig gepubliceerd in 1871 door Eaton.
De soort komt voor in het Nearctisch gebied en het Palearctisch gebied.